# Janina Jura
Janina Jura (ur. 1941, zm. 2020) – polska działaczka związkowa, wiceprezes Związku Nauczycielstwa Polskiego w latach 1998–2006. 

## Życiorys
Była wieloletnią działaczką Związku Nauczycielstwa Polskiego. Piastowała między innymi funkcję wiceprezesa Okręgu Śląskiego ZNP oraz prezesa Okręgu ZNP w Bielsku-Białej. Była członkiem Zarządu Głównego ZNP oraz Prezydium Zarządu Głównego ZNP. W latach 1998–2006 pełniła funkcję wiceprezesa ZNP, należąc w tym czasie do aktywnych krytyków ówczesnego ministra edukacji narodowej Romana Giertycha (krytykowała między innymi wprowadzenie amnestii maturalnej). Janina Jura związana była także z Fundacją Związku Nauczycielstwa Polskiego – Salus. 
W 2000 została odznaczona Krzyżem Kawalerskim Orderu Odrodzenia Polski za wybitne zasługi w pracy dydaktyczno-wychowawczej.
Pochowana w Węgierskiej Górce.